# Кешефруд
Кешефруд — река в иранской провинции Хорасан-Резави, основной приток реки Теджен (Герируд), в которую впадает слева. Длина реки около 260 км.
Сформировалась в результате стока талых снеговых, а также дождевых вод по Кучано-Мешхедскому долу Туркмено-Хорасанских гор. Берёт начало на южном склоне Копетдага на высоте более 3000 метров и далее течёт в юго-восточном направлении. Питание дождевое и снеговое (весной), также ключевое. Пересекает Мешхедский оазис с населением порядка 2,5 млн человек. Из-за интенсивного разбора воды на орошение и хозяйственные нужды среднегодовой расход воды в русле к устью в конце лета — начале осени опускается почти до 0, чем и объясняется маловодность самого Теджена со среднегодовым расходом воды в нижнем течении около 17 м³/с.